# Apóstoloi (Retimno)
Apóstoloi (em grego: Απόστολοι; traduzida como Apóstolos) é uma vila cretense da unidade regional de Retimno, no município de Amári, na unidade municipal de Sivrítos. Situada a uma altitude de 485 metros, próxima a ela estão a vila de Agía Foteiní e o sítio arqueológica da cidade de Sívritos. Segundo o censo de 2011, têm 162 habitantes.